# Blues de doze compassos

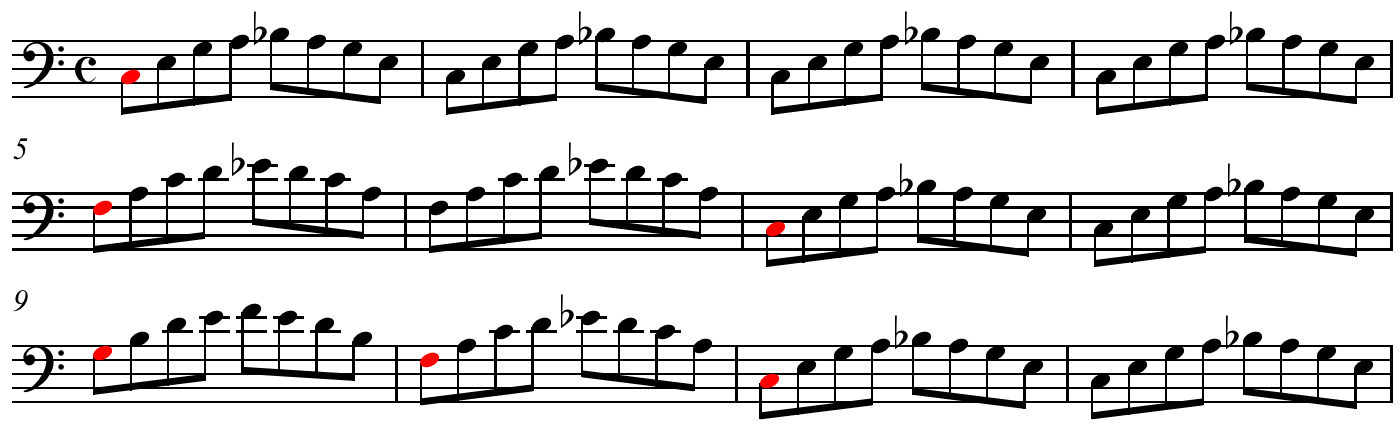
Típica linha de baixo boogie-woogie em blues de doze compassos com progressão em Dó. Acordes fundamentais em vermelho.

Blues de doze compassos é uma das mais proeminentes progressões harmônicas na música popular. A progressão de blues tem uma forma distintiva em letra, frase, estrutura de acorde e duração. Na sua forma básica, é predominantemente alicerçada nos acordes I-IV-V.